# Jerzy Lewi
Wiktor Jerzy Lewi (ur. 22 kwietnia 1949 we Wrocławiu, zm. 30 października 1972 w Lund) – polski szachista żydowskiego pochodzenia, od 1972 reprezentant Szwecji.

## Kariera szachowa
Lewi był jednym z najbardziej utalentowanych juniorów w historii polskich szachów. W latach 1965–1968 cztery razy z rzędu zdobył tytuł mistrza Polski juniorów. W 1967 zajął trzecie miejsce na nieoficjalnych mistrzostwach Europy juniorów w Groningen, za Anatolijem Karpowem i Andrásem Adorjánem, a przed Janem Timmanem. Był to w latach 60. największy międzynarodowy sukces polskiego juniora. Lewi miał realne szanse na wygranie tego turnieju, lecz nie udało mu się zrealizować uzyskanej przewagi w partii z Karpowem.
W 1968 zdobył w Kielcach brązowy medal na mistrzostwach Polski w szachach błyskawicznych. W następnym roku wygrał silnie obsadzony V Międzynarodowy Festiwal im. PKWN w Lublinie (przed m.in. arcymistrzami Aivarsem Gipslisem oraz László Bárczayem), co było jego wielkim sukcesem. Również w 1969 w Lublinie zajął I miejsce w indywidualnych mistrzostwach Polski, co uprawniło go do reprezentowania kraju na turnieju strefowym (eliminacji do rozgrywek o tytuł mistrza świata) w Atenach. Turniej ten zakończył na odległym miejscu, a następnie odmówił powrotu do kraju. Osiedlił się w Szwecji, gdzie rozpoczął studia matematyczne i uczestniczył w turniejach szwedzkiej czołówki. W Polsce jego nazwisko trafiło na cenzorski indeks i przez wiele lat nie publikowano żadnych informacji o niespełnionej nadziei polskich szachów.
W 1972 r. zginął w wypadku na autostradzie. Został pochowany na cmentarzu żydowskim w Malmö.
Najwyższy ranking w karierze osiągnął 1 lipca 1971 r., z wynikiem 2430 punktów dzielił wówczas 2-3. miejsce (za Włodzimierzem Schmidtem, wspólnie ze Zbigniewem Dodą) wśród polskich szachistów.